# Иехосеф ха-Нагид
Иехосеф ха-Нагид (Юсуф ибн Нагрела, Иосиф Абу-Хусейн; 1035—1066) — сын Шмуэля ха-Нагида, визирь при дворе гранадского эмира Бадиса.
Юсуф ибн Нагрела любил науки и поддерживал еврейских учёных, например талмудиста Исаака ибн-Албалию и поэта Исаака ибн-Гайата. Изгнанных из Пумбедиты сыновей последнего гаона Езекии он принял с почётом и оказал им поддержку. О литературной деятельности Ибн Нагрелы ничего не известно (известно только его письмо к раввину Ниссиму).
Ибн Нагрела обнаруживал высокомерие в обращении с подчинёнными и назначал евреев на государственную службу в таком количестве, что это обратило на себя внимание мусульман (одного из своих родственников назначил великим визирем).
Между Ибн Нагрелой и наследником престола Балкином возник конфликт, и когда принц скоропостижно скончался, возбуждённые против Ибн Нагрелы мусульмане распространили слух, что он виновен в смерти принца, чему, однако, эмир не поверил.
Затем положение Иосефа ха-Нагида пошатнулось, когда Бадис предпочёл берберов, прибывших из Северной Африки, арабскому населению Гранады и, узнав однажды, что султан Ронда был убит людьми, подосланными арабским правителем Севильи, стал с тех пор следить за арабами, боясь также быть ими убитым. Бадис решил истребить всех арабов в пятницу во время молитвы. Иосеф ха-Нагид, посвящённый Бадисом в этот замысел, старался убедить эмира отказаться от исполнения плана. Бадис, однако, настоял на своём и уже сделал все приготовления к резне, приказав войскам вступить в пятницу в город. Тогда Ибн Нагрела решил удержать эмира и его слуг от пролития крови людей, ни в чём не повинных, и тайно уведомил руководителей арабской общины о грозящей им опасности. Когда войска расположились близ города, в ближайшую пятницу мечеть была пуста, арабы же спрятались по домам. Бадис заподозрил тогда Иосефа ха-Нагида в выдаче тайны и имел с ним резкую беседу. Но Иосиф отверг обвинение Бадиса, говоря, что сами арабы, узнав о приближении войск, не пошли в мечеть. Эмир примирился с ним, но только для вида.
Мусульмане были недовольны, что столь высокий пост занимает еврей. Арабский поэт Исхак Эльвири выпустил воззвание в стихах, полных злобы и фанатизма:

«Скажи сингаджитам (берберы Гренады), великанам нашего времени, львам пустыни: ваш властитель поступил преступно, почтив неверных. Катибом (министром) он назначил еврея, между тем как мог найти такового среди правоверных. Евреи предаются безумным надеждам, держат себя господами и надменно обходятся с мусульманами. Когда я прибыл в Гренаду, то заметил, что вся власть в руках евреев, что они поделили между собою столицу и провинцию. Всюду властвует кто-нибудь из этих проклятых».

Враги Ибн Нагрелы распустили слух, что еврей-сановник намеревается убить Бадиса и выдать страну в руки Аль-Мутасима, правителя Альмерии, с которым Бадис вёл войну, а затем убить и Аль-Мутасима, чтобы самому захватить престол.
В результате 30 декабря 1066 года (по еврейскому календарю 9 тевета 4827 года) в Гранаде произошла резня. Толпа мусульман взяла штурмом королевский дворец Гранады, распяла Иосифа ха-Нагида, а после этого принялась грабить и убивать большую часть еврейского населения города. 1500 еврейских семей или около 4000 человек были перебиты в один день. Лишь немногим удалось бежать. Большая библиотека Иосифа была расхищена при погроме.
Арабский поэт Ибн-Алфари оплакивал смерть Ибн Нагрелы.
Арабские историки сообщают, что Иосиф якобы не верил ни в Бога своих отцов, ни вообще в какую-либо религию. Подлежит сомнению, заявил ли он, что принципы ислама нелепы. Жена Иосифа, дочь раввина Ниссима бен-Якова, и сын её Азарья спаслись от смерти, бежав в Лусену.